# Dark World: Equilibrium
Dark World : Equilibrium est un film russe et une série télévisée russe créée par Oleg Assadulin. Le film est sorti en 2013 et la série (qui est une version longue du film) est diffusée en 2014. En France, la série est diffusée sur Game One depuis le 22 août 2016.
Cette œuvre se situe dans le même univers que le film Dark Fantasy sortie en 2010.

## Synopsis
Le monde des ténèbres envahit celui des humains et répand sa haine, ainsi que des ombres malfaisantes. Un groupe d'initiés tente d'endiguer la menace grâce à leurs pouvoirs magiques...

## Épisodes
1. L'amulette
2. Les Gardiens du Portail
3. La clé antique
4. Tous victimes
5. De l'autre côté du Portail
6. Seule contre l'ombre
7. La rançon
8. Laure à l'abri
9. Le traître
10. Le moment est venu
11. Une terrible transformation
12. La fin du monde des humains

## Distribution

### Acteurs principaux[2]
- Mariya Pirogova (VF : Marie Nonnenmacher) : Laure (Dasha)
- Pavel Priluchnyy (VF : Igor Sanvosky) : Bruce (Sem)
- Makar Zaporozhskiy (VF : Jérôme Hunt) : Matt
- Aleksandr Ratnikov (VF : Francis Pierre) :Mike
- Eugenia Khirivskaya (VF : Lila Vara) : Irina (Liza)